# 닭의장풀목
닭의장풀목은 속씨식물의 목(目)이다. 생강목과 함께 약 800만년전의 백악기 후기부터 진화된 것으로 간주되고 있다. 닭의장풀목에서 가장 알려진 속(Genus)의 두 가지는 닭의장풀속(Commelina)과 자주닭개비속(Tradescantia)이다. 2003년의 APG II 분류 체계에서, 이 목은 외떡잎식물 내의 닭의장풀군으로 분류되었고, 닭의장풀과(약 650여 종)와 하이모도룸과(약 75여 종), 항구아나과(열대 아시아 식물, 2종), 필리드룸과(열대 아시아 식물, 5종) 그리고 물옥잠과(약 30여 종)를 포함하고 있다. 항구아나과는 1998년의 APG 분류 체계에서, 닭의장풀목에 포함되지 않았다. 1981년 크론퀴스트 분류 체계에서, 이 목은 백합강의 닭의장풀아강으로 분류되었고, 닭의장풀과와 물이끼풀과, 라파테아과 그리고 크시리스과를 포함하였다.

## 하위 과
- 닭의장풀과(Commelinaceae)
- 하이모도룸과(Haemodoraceae)
- 항구아나과(Hanguanaceae)
- 필리드룸과(Philydraceae)
- 물옥잠과(Pontederiaceae)

## 계통 분류
다음은 닭의장풀군의 계통 분류이다.

|  | 종려목                                                |
|  |                                                       |
|  | 벼목                                                  |
|  |                                                       |
|  | \| \| 생강목 \| \| \| \| \| \| 닭의장풀목 \| \| \| \| |
|  |                                                       |
|  | 생강목                                                |
|  |                                                       |
|  | 닭의장풀목                                            |
|  |                                                       |

|  | 생강목     |
|  |            |
|  | 닭의장풀목 |
|  |            |